# Міхулень
Міхулень (рум. Mihuleni) — село у Шолданештському районі Молдови. Утворює окрему комуну.

## Населення
За даними перепису населення 2004 року у селі проживали 618 осіб.
Національний склад населення села:
| Національність   | Кількість осіб | Відсоток   |
| ---------------- | -------------- | ---------- |
| молдавани румуни | 616 1          | 99,7% 0,2% |
| українці         | 1              | 0,2%       |
| Всього           | 618            | 100%       |